# Géomarketing
Le géomarketing est la branche du marketing qui consiste à analyser le comportement des individus économiques en tenant compte des notions d'espaces.
Le géomarketing est présent dans diverses applications, comme les études de zones de chalandise (zone d'attraction commerciale d'un point de vente), les études de localisation commerciale, les études de potentiels, la sectorisation, l'optimisation des moyens du marketing direct (publipostage, phoning, ISA…), les optimisations de réseaux, etc. Le géomarketing a fréquemment recours aux systèmes d'information géographique (SIG) pour traiter les données géographiques à l'aide d'outils informatiques.
Les anglo-saxons utilisent le terme de Location Business Intelligence, plus approprié lorsque la démarche concerne le marketing ; mais la discipline s'applique également à l'aménagement du territoire dans le cadre d'études socio-économiques.

## Choix de localisations commerciales optimales
Quel que soit le type d’activité commerciale considérée, le choix d’une bonne localisation est sans doute l’une des décisions les plus importantes qu’un manager doit prendre. L’emplacement du point de vente est en effet un investissement fixé sur le long terme et son choix bon ou mauvais se ressentira sur le niveau des ventes, sur la part de marché et sur la rentabilité de l’activité d’une manière d’autant plus importante que le niveau local de concurrence est élevé.
Le processus d'ouverture d'un ou de plusieurs commerces de détail se décompose habituellement en quatre décisions fondamentales. La société doit d'abord déterminer sur quel marché elle souhaite s'implanter. Il est ensuite nécessaire pour elle de spécifier le nombre de points de vente qu'elle compte ouvrir en fonction de ses capacités financières et du taux de saturation du marché. Puis, la société doit examiner les localisations possibles et retenir après une étude poussée celle qui lui semble la plus convenable. En dernier lieu, il s'agit de spécifier la taille du magasin et ses caractéristiques (aménagement, décoration, assortiment, merchandising…).
Les théories de la localisation s'attachent à résoudre le troisième point et tentent de modéliser à travers des concepts mathématiques plus ou moins élaborés l'espace commercial pour y détecter d'éventuelles opportunités d'implantation.

## Modèles de localisation
Il existe deux grandes familles de modèles de localisation représentées par :
- les modèles gravitaires et d'interaction spatiale,
- les modèles de localisation-allocation.

Alors que les modèles gravitaires dérivent de modèles physiques en postulant une interaction réciproque entre points de vente et clients, les modèles de localisation-allocation cherchent à optimiser la localisation et éventuellement le nombre de points de vente en minimisant les coûts de déplacement des clients.
La problématique de localisation multiple contraint le décideur à trouver la réponse à plusieurs questions :
- sur quels marchés faut-il s'implanter et quels sont les potentiels locaux ?
- combien de points de vente faut-il créer ?
- comment évaluer les localisations possibles ?
- comment identifier un réseau idéal : quelle combinaison de points de vente pour se rapprocher au mieux de la demande locale ?
- quelles seront la taille et les caractéristiques des magasins et des sites retenus ?

Pour faciliter la recherche d’implantation, différents modèles baptisés modèles de localisation-allocation ont été mis au point. La question fondamentale soulevée par ces modèles est de savoir comment approvisionner ou servir au mieux une aire géographique vaste à partir d’un nombre limité de points de vente.

### Le modèle localisation-allocation
Les modèles de localisation-allocation regroupent d’une manière générale cinq composants de base dont :
- la fonction objectif : c’est une fonction qui intègre la notion de distance séparant les consommateurs aux emplacements potentiels des points d'offre ainsi éventuellement qu’une mesure de leur attractivité. Elle quantifie donc l’accessibilité globale des points d'offre vis-à-vis des clients ou bien encore une mesure de la viabilité économique des emplacements.
- les points de demande : ils représentent le niveau de la demande concernant un ensemble de marchandises ou de services concernant un certain zonage géographique pouvant être une région, une ville ou un quartier. Les points de demande correspondent en général à des cellules densément peuplées où réside un pouvoir d’achat intéressant pour l’activité considérée.
- les emplacements potentiels : ce sont les localisations possibles en termes de disponibilité foncière, coût, accessibilité.

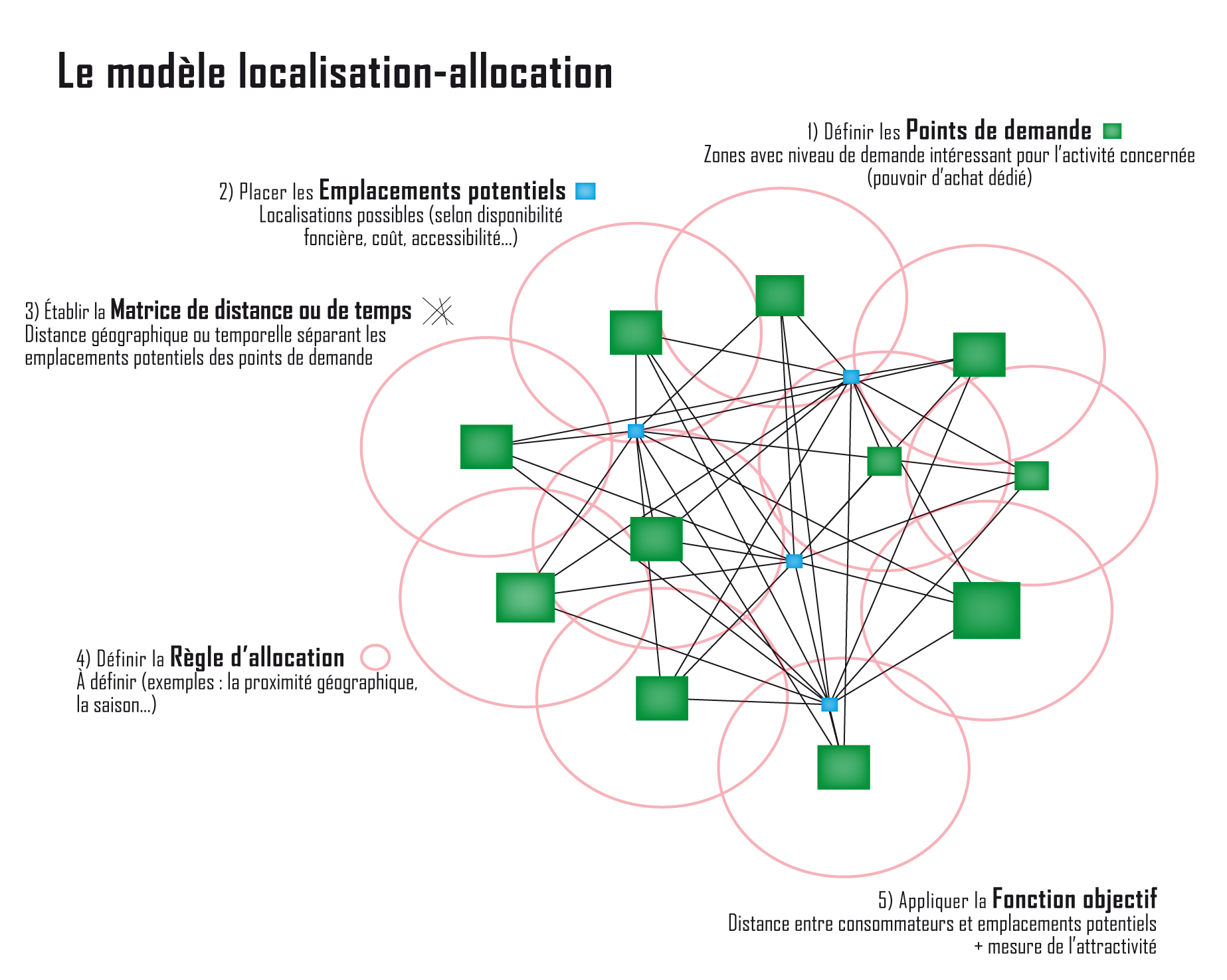
Schéma simplifié du modèle de localisation-allocation (géomarketing).

- la matrice d’éloignement ou de temps : cette matrice rend compte de la distance géographique ou temporelle séparant les emplacements potentiels des points de demande. Plus précisément, ces distances peuvent être mesurées en pâtés de maisons, en distance kilométrique à vol d’oiseau, en termes de cheminement piétonnier, en temps de conduite selon la clientèle considérée et les moyens investis pour la déterminer.
- la règle d’allocation : cette règle spécifie de quelle manière les emplacements potentiels seront alloués aux points de demande. On peut par exemple considérer dans le cas le plus simple que chaque client fréquentera le point de vente le plus proche de son domicile, la règle d’allocation étant alors la proximité géographique. Il est possible d’envisager des règles plus complexes à savoir par exemple que la fréquentation de tel ou tel point de vente dépendra de la saison et se reportera sur un autre emplacement à d’autres moments de l’année.

Ainsi, compte tenu de ces cinq facteurs décrivant entièrement un modèle de localisation-allocation donné, l’espace commercial peut être apprécié sous la forme d’un réseau constitué de nœuds caractérisés par une certaine demande et/ou pouvant accueillir un point d'offre, les segments liant les nœuds de ce réseau représentant les éloignements. À ce réseau doit être néanmoins associé une fonction objectif qui, exprimé le plus souvent sous forme mathématique, spécifie la manière selon laquelle les clients opteront pour tel ou tel emplacement potentiel.
Les dernières avancées des modèles d'implantation commerciale associent un modèle de localisation-allocation (p-médian, p-centré, modèle quadratique…) avec des filtres de traitement du signal permettant une délimitation préalable de la zone de chalandise qui est la zone géographique concentrant la part essentielle de la clientèle. Ce type de modèle élaboré comporte 4 phases. La phase 1 de géocodage consiste à exploiter une base de données d'adresses de clients potentiels ou réels et à représenter ces localisations sur une carte. La représentation cartographique obtenue montre grossièrement les zones géographiques où se concentrent les clients par la forte densité des points s'y accumulant.

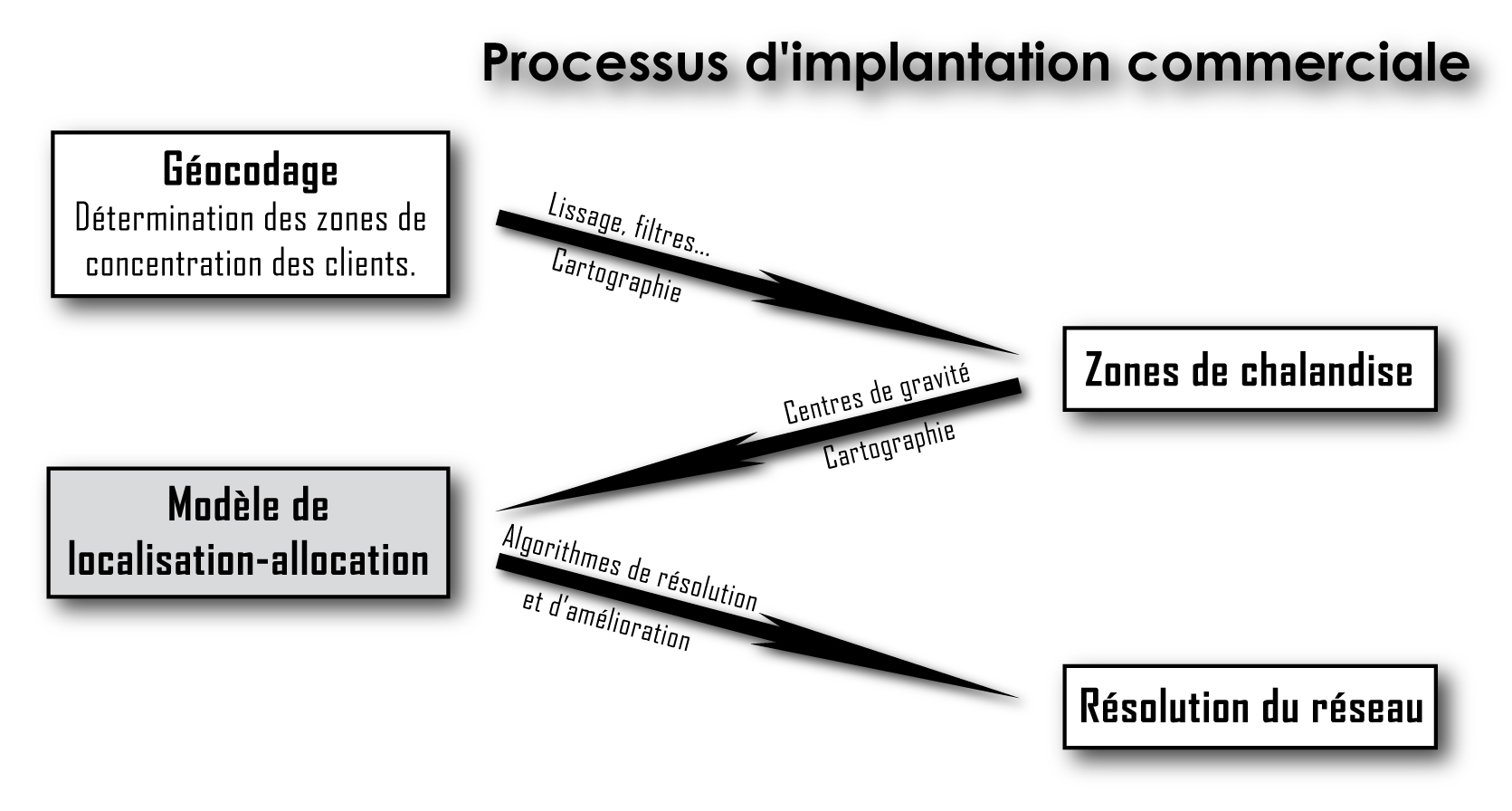
Étude géomarketing d'une implantation commerciale.

La phase 2 correspond à la délimitation de ces zones denses de clients et donc à la zone de chalandise. La distinction des aires de chalandise est grandement facilitée en traitant au préalable la carte avec un filtre qui a tendance à lisser les contours et/ou à tisser des liaisons entre les zones géographiques les plus proches. Les aires de chalandise apparaissent alors, avec des contours nets et peuvent ensuite être délimitées par l'opérateur de convolution. On calcule dans la phase 3 les coordonnées des centres de gravité de chaque aire délimitée dans la phase précédente de manière à modéliser un modèle classique de localisation-allocation : les nœuds du réseau seront représentés par les centres de gravité et les segments par les distances routières ou par un indicateur d'éloignement (temporel, kilométrique, généralisé…). Dans la phase 4, le réseau sera résolu sur la base du modèle p-médian grâce aux algorithmes classiques de résolution et d'amélioration (algorithmes de voisinage, génétique, flou, multiplicateurs de Lagrange de manière à trouver les localisations optimales pour les emplacements commerciaux.

## Types de logiciels disponibles
Le géomarketing à recours à plusieurs types de logiciels (bien que la pratique de l'analyse ne soit en aucun cas conditionnée par aucun d'entre eux, mais par la maîtrise du savoir-faire spécifique et des modèles applicables).
1. Des logiciels de géolocalisation / de géocodage - MyGeomarket ou data-b.com
2. Des Systèmes d'Information Géographique ou d'analyse spatiale.
3. Des logiciels de Traitement De Données et de statistiques.
4. Des solutions intégrées opérationnelles.

Peu de logiciels commerciaux semblent, en 2012, répondre à la richesse de la discipline, trop souvent ramenés à une simple dimension opérationnelle.

## Étude des limites
1. La gestion des données privées et personnelles (crowdsourcing, géolocalisation).
2. L'espace public et privé ; le streetmarketing, etc.
3. En savoir plus sur la psychogéographie.